# Fazouro (przystanek kolejowy)
Fazouro – przystanek kolejowy kolei wąskotorowej FEVE w Foz, w Galicji, w Hiszpanii.
| Fazouro                                |  |                          |
| Linia Ferrol - Oviedo/Gijon (121,2 km) |  |                          |
| Noisodległość: 1,4 km                  |  | Marzán odległość: 4,0 km |